# Agriphila biarmicus
Agriphila biarmicus (Tengström, 1885) è un lepidottero appartenente alla famiglia Crambidae.

## Descrizione
Falena di piccole dimensioni, ha un'apertura alare di 12–13 mm nelle sottospecie europee, che salgono a 19 mm nella sottospecie nordamericana paganella. Le ali anteriori sono di colore marrone scuro puntinato, con un'area discale biancastra. È presente una linea subterminale a zigzag ed una fila di sette punti neri sulla linea terminale.

## Distribuzione
Agriphila biarmicus si trova in Scandinavia, nella Russia nordoccidentale, sull'arco alpino e in Nord-America.

## Tassonomia
Sono quattro le sottospecie:
- Agriphila biarmicus biarmicus (Scandinavia, Russia)
- Agriphila biarmicus illatella (Fuchs, 1902) (Scandinavia)
- Agriphila biarmicus alpina (Bleszynski, 1957) (Alpi)
- Agriphila biarmicus paganella (McDunnough, 1925) (Nord America)